# 陳健民 (社會學者)
陳健民（英語：Chan Kin-man，1959年3月9日—），香港社會學學者，政治人物。現任中央研究院社會學研究所客座研究員、臺灣香港研究學會理事長，曾任國立政治大學社會學系客座教授、香港中文大學社會學系副教授、香港中文大學公民社會研究中心主任。讓愛與和平佔領中環運動發起人之一，與戴耀廷、朱耀明合稱為“佔中三子”。

## 生平

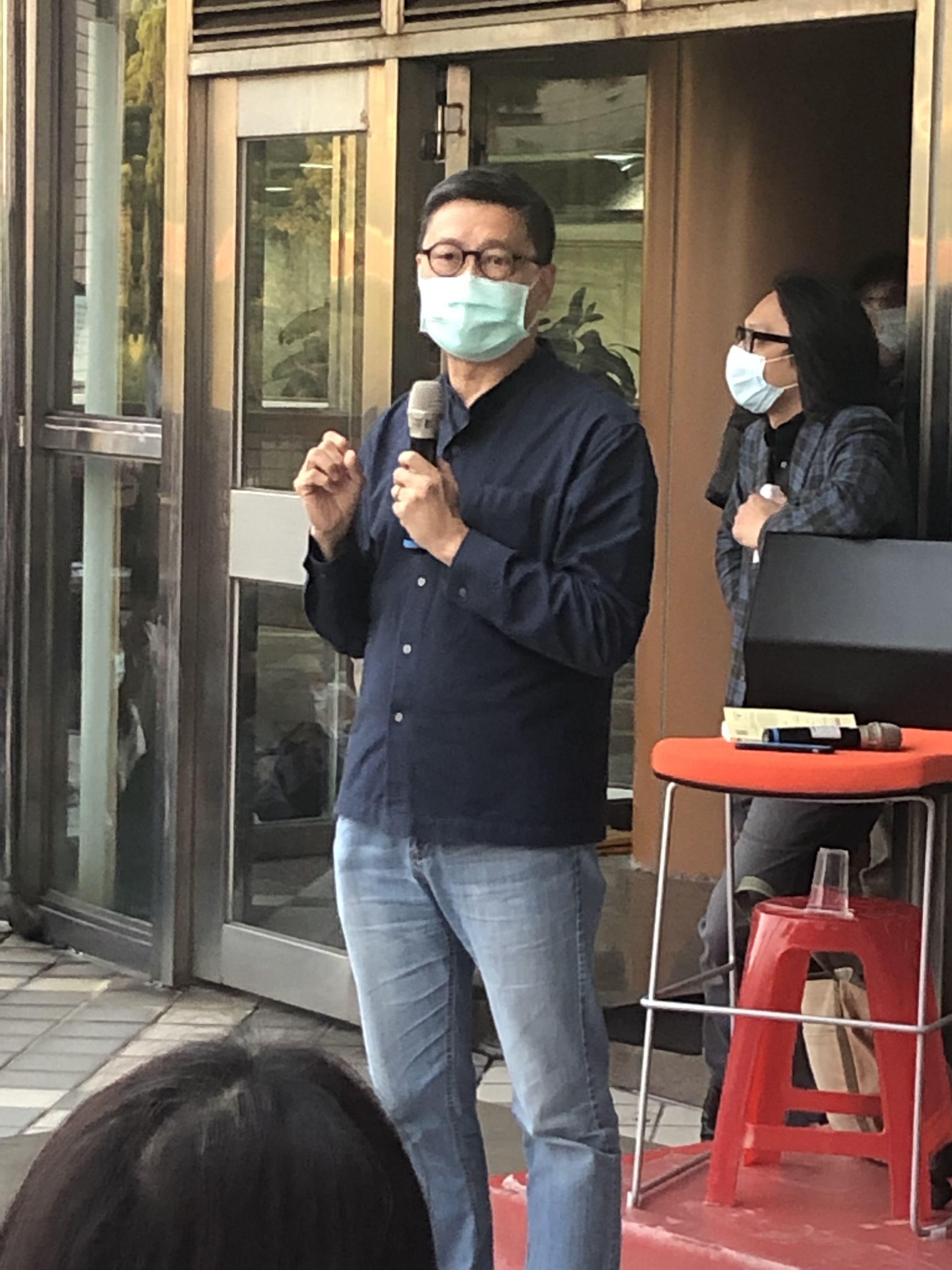
陳健民（中）在2021年10月26日於國立政治大學綜合院館2樓廣場進行演講

陳健民於己亥年二月初一（1959年3月9日）在香港出生，祖籍香港，1979年畢業於路德會協同中學六年級，1983年於香港中文大學畢業後，1988年至美國耶魯大學留學，1995年獲博士學位。1993年至2018年，曾擔任教職，並於報刊撰文。

### 早年
1983年，陳健民畢業於香港中文大學崇基學院社會學系。大學時期的陳健民活躍於學生運動，並當選第十一屆香港中文大學學生會的首任外務秘書，著名中大校友何安達及王維基也是該屆幹事。畢業後從事社區工作，為弱勢群體爭取權益。
1988年，陳健民獲美國耶魯大學獎學金，並師從政治學家胡安·林茲（Juan Linz）與社會學家戴慧思（Deborah Davis）攻讀政治社會學及中國研究。1990年獲社會學碩士學位，1991年獲社會學哲學碩士學位，1995年獲社會學哲學博士學位。

### 教席
1993年，陳健民始任教於香港中文大學社會學系，曾任副教授，逸夫書院通識課程講師、該校香港亞太研究所管治研究計劃召集人及公民社會研究中心主任；中山大學社會學系客座教授、博士導師及公民社會中心理事長；台灣國立政治大學第三部門研究中心研究員。熱愛教學的陳健民，憑藉風趣及深入淺出的教學方法，曾獲選1999年－2000年度香港中文大學社會科學院傑出教學獎項，更多次獲選校內最受歡迎講師榮譽。

### 傳媒
陳健民經常於《明報》及通訊《民間》撰寫評論文章，就本土民主化問題撰文提出意見。曾於香港電台時事節目中任客席主持。曾擔任香港電視網絡獨立非執行董事，於2013年7月以「投放更多時間處理個人事務」為理由，辭去獨立非執董一職。於2020年6月在Youtube建立「健民書房」頻道。

### 移居台灣
2021年9月開始於台灣國立政治大學社會學系擔任客座教授，講授內容主軸為社會運動與當代中國社會。於2022年底取得中華民國國民身分。2024年8月起於中央研究院社會學研究所擔任訪問學人，為該所香港主題研究小組成員。2025年創辦臺灣香港研究學會，並擔任該學會首任理事長。

## 公共事務
陳健民專長講授中國研究及民主社會學課題，早年研究貪污腐敗問題，近年集中研究華人公民社會的發展，認為要改善中國的治理環境，政府、市場、公民社會三方需作出平衡發展，才能達致。陳健民曾表示：「對行政長官和立法會等制度的監察和改革固然重要，可是如要實行真正的民主制度，就遠不能止於此了。一個健全的民主制度必須要有民間社會的配合。」

### 社會參與
在社會參與方面，陳健民曾出任廉政公署社區研究小組委員會成員、愛滋病顧問局促進社會接納愛滋病患者委員會、特區政府公共政策論壇成員等。數年前更與朱耀明牧師等人創辦民主發展網絡，並擔任民主發展網絡學者組召集人。

### 推動佔領中環

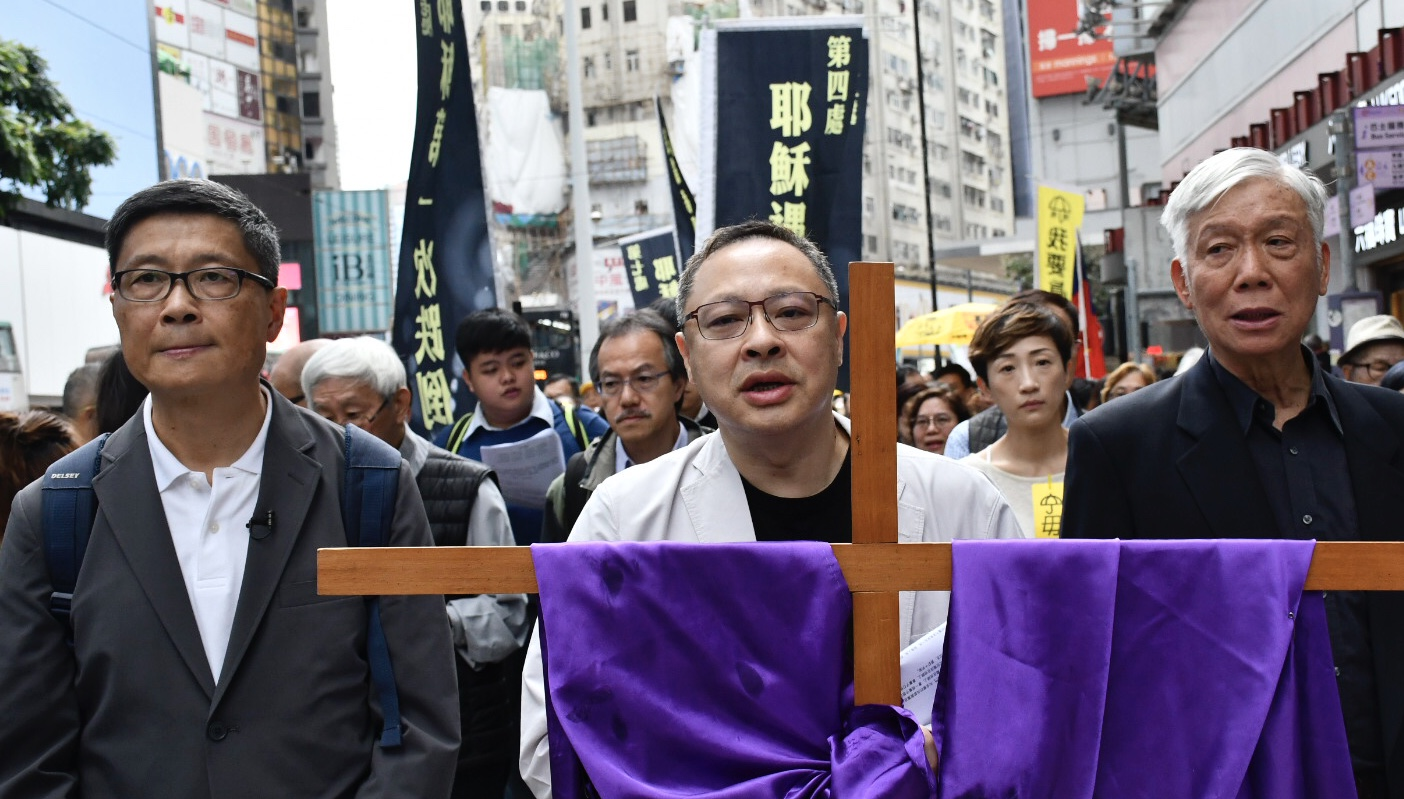
佔中三子

2013年3月27日，陳健民與香港大學法律系副教授戴耀廷和香港柴灣浸信會前主任牧師朱耀明共同發佈“讓愛與和平佔領中環”信念書，三人合稱“佔中三子”。
陳健民表示：年輕一代早已明白普選有真假和非暴力的道德力量，有生命力的他們將之演化成更進取的抗爭方式，在公民抗命與war game間徘徊，有部分人對「愛與和平」並不認同。他們想見到制度徹底改變，而不是另一場公民教育。他們嚮往的是平等、尊重、聆聽、對話、民主、自由、自主，討厭霸權、財團、官僚和一切庸俗、勢利的人和事。他們覺得後退一步，便一無所有。香港中文大學民調發現年輕人中有八成期望盡快落實普選訴求；在15至24歲的受訪者中有高達62%支持雨傘運動。建制派最終只會徒勞無功，真正失敗的是這個政府，因為他們斷不能消滅整代人！除非改弦更張，那些吸過催淚煙的青年，血液裏都藏着抗命基因，未來的日子都將以不同方式與政府糾纏下去。何苦與一代人為敵？

### 雨傘革命
2014年，佔領中環運動啟動，其後演變成長達79日的雨傘革命。陳健民於2017年3月27日被律政司起訴三項罪名，分別是「串謀犯公眾妨擾罪」、「煽惑他人犯公眾妨擾罪」及「煽惑他人煽惑公眾妨擾罪」。由於可能被定罪，陳決定提早於2019年元旦退休。2019年4月9日，香港區域法院裁定陳健民「煽惑他人犯公眾妨擾罪」及「串謀犯公眾妨擾罪」罪名成立。2019年4月24日，陳仲衡法官判陳健民教授煽惑罪名成立，需要即時入獄16個月。2020年3月14日，陳健民刑滿出獄。

## 著作
- 《陳健民獄中書簡》[15]，2020年進一步多媒體有限公司。

## 外部連結
- 陳健民網站（页面存档备份，存于）